# 500 miles d'Indianapolis 1994

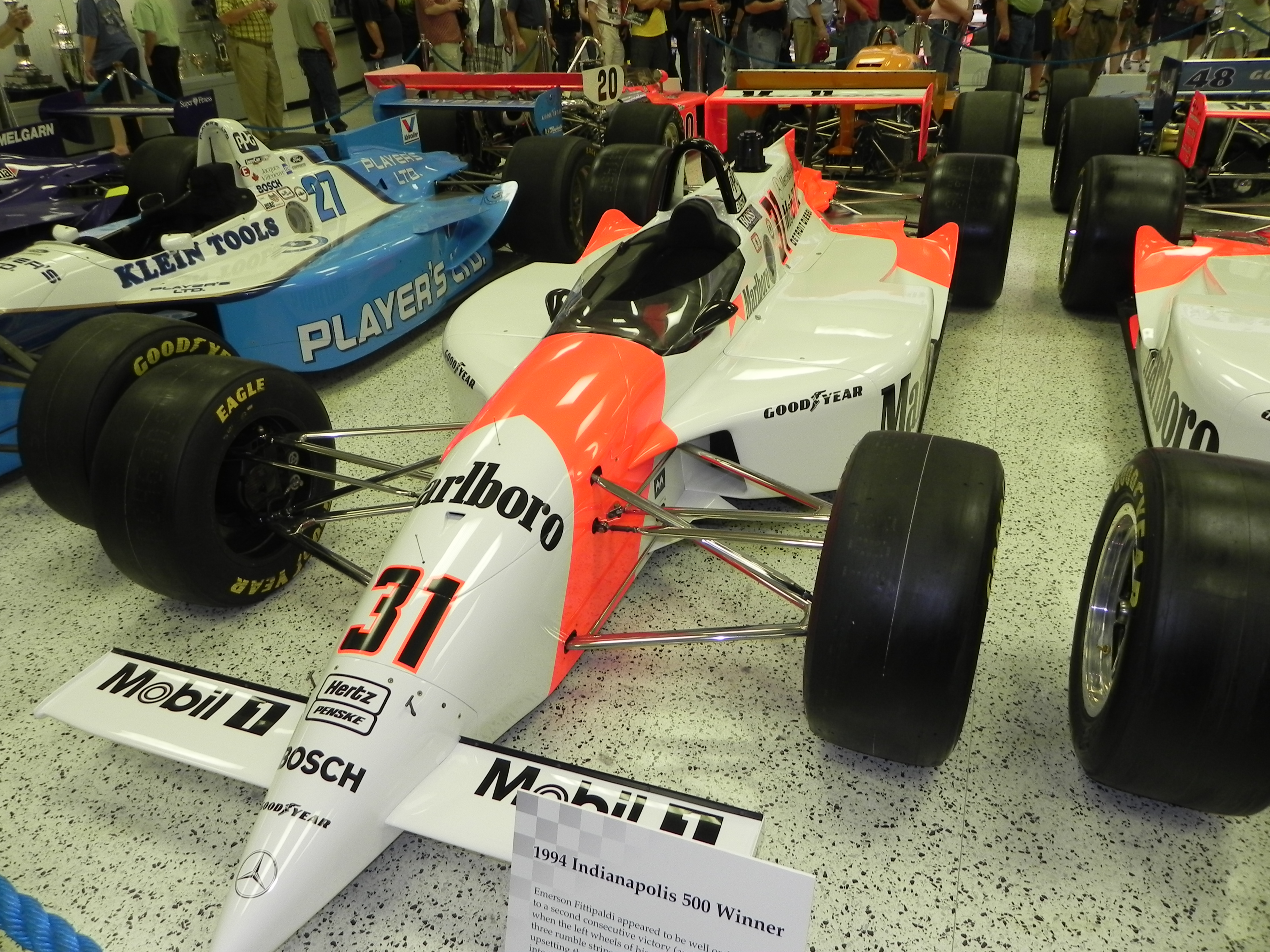
La Penske-Mercedes d'Al Unser Jr., victorieuse de l'édition 1994 des 500 miles d'Indianapolis.

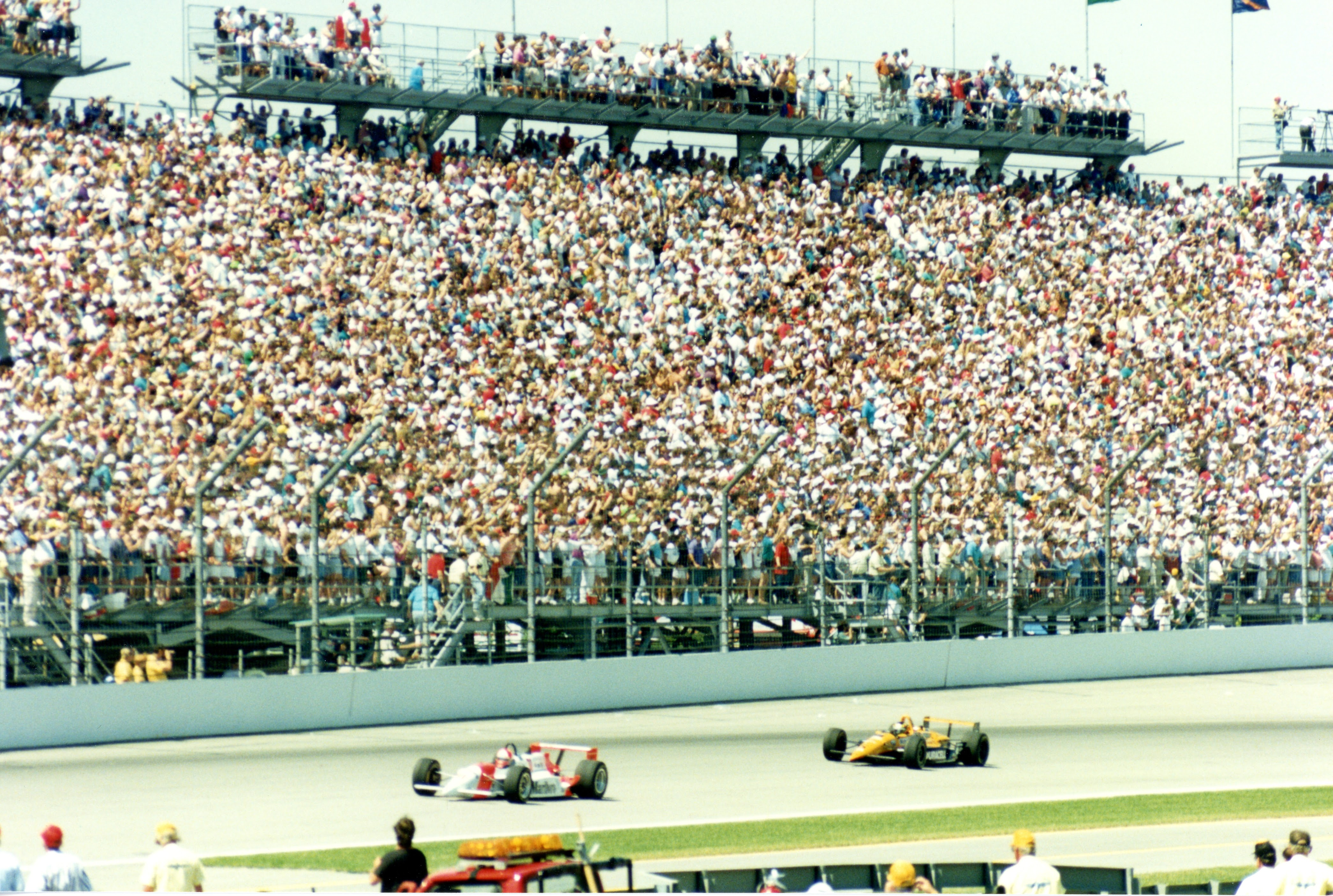
Al Unser Jr., menant la course devant Raul Boesel.

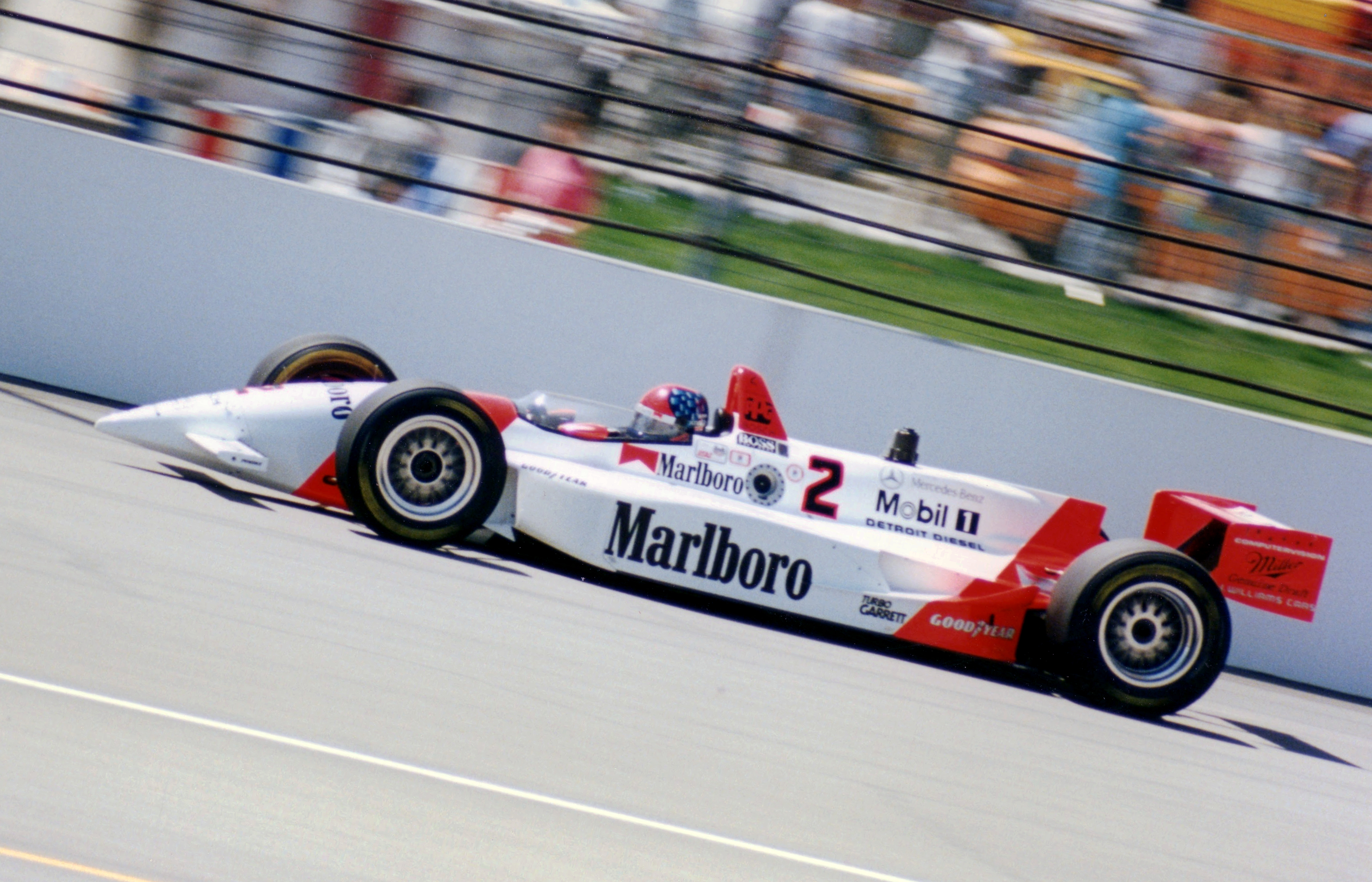
Emerson Fittipaldi, dominateur jusqu'à son accident à 16 tours de l'arrivée.

Les 500 miles d'Indianapolis 1994, organisés le 29 mai 1994 sur l'Indianapolis Motor Speedway, ont été remportés par le pilote américain Al Unser Jr. sur une Penske-Mercedes.

## Grille de départ
| Ligne | Intérieur          | Milieu            | Extérieur           |
| 1     | Al Unser Jr.       | Raul Boesel       | Emerson Fittipaldi  |
| 2     | Jacques Villeneuve | Michael Andretti  | Lyn St. James       |
| 3     | Nigel Mansell      | Arie Luyendyk     | Mario Andretti      |
| 4     | John Andretti      | Eddie Cheever     | Dominic Dobson (en) |
| 5     | Stan Fox           | Hideshi Matsuda   | Dennis Vitolo       |
| 6     | Jimmy Vasser       | Scott Sharp       | Hiro Matsushita     |
| 7     | Robby Gordon       | Roberto Guerrero  | Brian Till          |
| 8     | Bryan Herta        | Scott Brayton     | Teo Fabi            |
| 9     | Paul Tracy         | Adrián Fernández  | Stefan Johansson    |
| 10    | Bobby Rahal        | Mauricio Gugelmin | John Paul Jr.       |
| 11    | Mike Groff         | Marco Greco       | Scott Goodyear      |

La pole a été réalisée par Al Unser Jr. à la moyenne de 366,948 km/h. Il s'agit également du meilleur chrono des qualifications.

## Classement final
| no | Pilote                 | Voiture         | Tours | Temps/Abandon     |
| 1  | Al Unser Jr.           | Penske-Mercedes | 200   |                   |
| 2  | Jacques Villeneuve (R) | Reynard-Ford    | 200   |                   |
| 3  | Bobby Rahal            | Penske-Ilmor    | 199   |                   |
| 4  | Jimmy Vasser           | Reynard-Ford    | 199   |                   |
| 5  | Robby Gordon           | Lola-Ford       | 199   |                   |
| 6  | Michael Andretti       | Reynard-Ford    | 198   |                   |
| 7  | Teo Fabi               | Reynard-Ilmor   | 198   |                   |
| 8  | Eddie Cheever          | Lola-Menard     | 197   |                   |
| 9  | Bryan Herta (R)        | Lola-Ford       | 197   |                   |
| 10 | John Andretti          | Lola-Ford       | 196   |                   |
| 11 | Mauricio Gugelmin (R)  | Reynard-Ford    | 196   |                   |
| 12 | Brian Till (R)         | Lola-Ford       | 194   |                   |
| 13 | Stan Fox               | Reynard-Ford    | 193   | accident          |
| 14 | Hiro Matsushita        | Lola-Ford       | 193   |                   |
| 15 | Stefan Johansson       | Penske-Ilmor    | 192   |                   |
| 16 | Scott Sharp (R)        | Lola-Ford       | 186   |                   |
| 17 | Emerson Fittipaldi     | Penske-Mercedes | 184   | accident          |
| 18 | Arie Luyendyk          | Lola-Ilmor      | 179   | moteur            |
| 19 | Lyn St. James          | Lola-Ford       | 170   |                   |
| 20 | Scott Brayton          | Lola-Menard     | 116   | moteur            |
| 21 | Raul Boesel            | Lola-Ford       | 100   | pompe à eau       |
| 22 | Nigel Mansell          | Lola-Ford       | 92    | accident          |
| 23 | Paul Tracy             | Penske-Mercedes | 92    | turbo             |
| 24 | Hideshi Matsuda (R)    | Lola-Ford       | 90    | accident          |
| 25 | John Paul Jr.          | Lola-Ilmor      | 89    | accident          |
| 26 | Dennis Vitolo (R)      | Lola-Ford       | 89    | accident          |
| 27 | Marco Greco (R)        | Lola-Ford       | 53    | électricité       |
| 28 | Adrián Fernández (R)   | Reynard-Ilmor   | 30    | suspension        |
| 29 | Dominic Dobson (en)    | Lola-Ford       | 29    | accident          |
| 30 | Scott Goodyear         | Lola-Ford       | 29    | suspension        |
| 31 | Mike Groff             | Penske-Ilmor    | 28    | accident          |
| 32 | Mario Andretti         | Lola-Ford       | 23    | arrivée d'essence |
| 33 | Roberto Guerrero       | Lola-Buick      | 20    | accident          |

Un (R) indique que le pilote était éligible au trophée du "Rookie of the Year" (meilleur débutant de l'année), attribué à Jacques Villeneuve.

## Sources
- (en) Résultats complets sur le site officiel de l'Indy 500